# Кислухин, Иван Георгиевич
Иван Георгиевич (Григорьевич) Кислухин (1919-1944) — лейтенант Рабоче-крестьянской Красной Армии, участник Великой Отечественной войны, Герой Советского Союза (1945).

## Биография
Иван Кислухин родился 11 августа 1919 года в деревне Комары (ныне — Верещагинский район Пермского края). Окончил сельскохозяйственный техникум, после чего работал в машинно-тракторной станции. В 1939 году Кислухин окончил первый курс Челябинского института механизации.
В октябре того же года он был призван на службу в Рабоче-крестьянскую Красную Армию Верещагинский РВК, Молотовской обл. В 1942 году Кислухин окончил Владивостокское военно-политическое училище. С марта 1944 года — на фронтах Великой Отечественной войны, командовал батареей 846-го артиллерийского полка 277-й стрелковой дивизии 5-й армии 3-го Белорусского фронта. Отличился в боях на территории Литовской ССР.Член ВКП(б).
20 августа 1944 года батарея Кислухина отражала мощную немецкую контратаку силами 35 танков и пехотных частей в районе деревне Баранды Шакяйского района. В том бою артиллеристы уничтожили 1 танк «Пантера» и до 40 солдат и офицеров противника, отразив в круговой обороне две атаки противника В том бою Кислухин получил ранение в голову от осколков разорвавшегося снаряда во время корректировки огня. От полученных ран он скончался в тот же день.Первичное место захоронения-Литовская ССР, Вилкавишкский уезд, д. Слюки, северная окраина, на берегу р. М.-Сынтовты, опушка леса.
Похоронен в городе Кудиркос-Науместис.
Указом Президиума Верховного Совета СССР от 24 марта 1945 года за «образцовое выполнение заданий командования и проявленные мужество и героизм в боях с немецкими захватчиками» лейтенант Иван Кислухин посмертно был удостоен высокого звания Героя Советского Союза. Также посмертно был награждён орденом Ленина.

## Память
Именем Ивана Кислухина была названа улица в городе Верещагино Пермского края.